# Tournan-en-Brie
Tournan-en-Brie ist eine französische Gemeinde mit 8.324 Einwohnern (Stand 1. Januar 2022) im Département Seine-et-Marne der Region Île-de-France. Sie gehört zum Arrondissement Torcy und zum Kanton Ozoir-la-Ferrière.

## Lage
Nachbargemeinden von Tournan-en-Brie sind Faviéres im Norden, Neufmoutiers-en-Brie im Nordosten, Les Chapelles-Bourbon im Osten, Châtres im Südosten, Liverdy-en-Brie im Süden, Presles-en-Brie im Südwesten und Gretz-Armainvilliers im Westen. Das Stadtgebiet wird vom Fluss Marsange durchquert.

## Bevölkerungsentwicklung
| Jahr      | 1962 | 1968 | 1975 | 1982 | 1990 | 1999 | 2007 |
| Einwohner | 2746 | 3430 | 5038 | 4726 | 5528 | 7545 | 8250 |

## Sehenswürdigkeiten
Siehe auch: Liste der Monuments historiques in Tournan-en-Brie
- Ehemaliges Torhaus des Schlosses, erbaut ab dem 12. Jahrhundert
- Waschhaus (lavoir), erbaut 1783

## Persönlichkeiten
- Jean Baptiste Vermay (1786–1833), Maler
- Jules-Joseph Lefebvre (1834–1912), Maler, geboren in Tournan
- Robert Marchal (1901–1961), Langstreckenläufer
- Claude Santarelli dit Santa (1925–1979), Bildhauer, lebte in Tournan
- Guy Étienne Germain Gaucher (1930–2014), Weihbischof in Bayeux, geboren in Tournan
- Daniel Rebillard (* 1948), Radrennfahrer, geboren in Tournan-en-Brie
- Jean-François Jalkh (* 1957), Politiker und Journalist
- Laurent Fignon (1960–2010), Radrennfahrer, lebte von 1963 bis 1974 in Tournan
- Hatadou Sako (* 1995), französisch-senegalesische Handballspielerin
- Charlotte Mouchet (* 1996), Mittelstreckenläuferin